# Лыжное двоеборье на зимних Олимпийских играх 2014
Соревнования по лыжному двоеборью на зимних Олимпийских играх 2014 в Сочи прошли с 12 по 20 февраля в Комплексе для прыжков с трамплина «Русские горки», расположенном возле Красной Поляны. Было разыграно 3 комплекта наград.

## Соревнования
На зимних Олимпийских играх 2014 будут проведены 3 соревнований по лыжному двоеборью:
| Мужчины                    |
| -------------------------- |
| 10 км, нормальный трамплин |
| 10 км, большой трамплин    |
| 4 × 5 км, эстафета         |

## Медали

### Общий зачёт
(Жирным выделено самое большое количество медалей в своей категории)
| Общее количество медалей |          |        |         |        |       |
| Место                    | Страна   | Золото | Серебро | Бронза | Всего |
| 1                        | Норвегия | 2      | 1       | 1      | 4     |
| 2                        | Германия | 1      | 1       | 1      | 3     |
| 3                        | Япония   | -      | 1       | -      | 1     |
| 4                        | Австрия  | -      | -       | 1      | 1     |
| Всего                    | Всего    | 3      | 3       | 3      | 9     |

### Медалисты
| Дисциплина                         | Золото                                                                  | Серебро                                                                      | Бронза                                                                   |
| Нормальный трамплин/10 км          | Эрик Френцель Германия                                                  | Акито Ватабэ Япония                                                          | Магнус Крог Норвегия                                                     |
| Большой трамплин/10 км             | Йорген Гробак Норвегия                                                  | Магнус Моан Норвегия                                                         | Фабиан Риссле Германия                                                   |
| Эстафета — большой трамплин/4х5 км | Норвегия · Магнус Моан · Ховард Клеметсен · Магнус Крог · Йорген Гробак | Германия · Эрик Френцель · Бьерн Кирхайзен · Йоханнес Ридзек · Фабиан Риссле | Австрия · Лукас Клапфер · Кристоф Билер · Бернхард Грубер · Марио Штехер |

## Расписание
Расписание всех 6 соревнований согласно официальному сайту:

Время МСК (UTC+4).
| День    | Дата                | Старт | Финиш | Соревнование                                         |
| ------- | ------------------- | ----- | ----- | ---------------------------------------------------- |
| День 6  | Среда, 12 февраля   | 12:30 | 14:30 | Мужская индивидуальная гонка с нормального трамплина |
| День 6  | Среда, 12 февраля   | 16:30 | 17:30 | Мужская индивидуальная гонка с нормального трамплина |
| День 12 | Вторник, 18 февраля | 13:00 | 14:30 | Мужская индивидуальная гонка с большого трамплина    |
| День 12 | Вторник, 18 февраля | 16:00 | 17:00 | Мужская индивидуальная гонка с большого трамплина    |
| День 14 | Четверг, 20 февраля | 11:30 | 13:00 | Мужское командное первенство с большого трамплина    |
| День 14 | Четверг, 20 февраля | 15:00 | 16:00 | Мужское командное первенство                         |

## Спортивный объект
| Русские горки              |
| -------------------------- |
| Вид на комплекс трамплинов |
| Вместимость: 7 500         |